# Söndrums församling
Söndrums församling var en församling i  Göteborgs stift i Halmstads kommun med Söndrums kyrka som församlingskyrka.

## Administrativ historik
Församlingen har medeltida ursprung. Den var till 2006 moderförsamling i pastoratet Söndrum och Vapnö,  men uppgick det året i Söndrum-Vapnö församling.
Församlingskod var 138009.